# رابسة قاسية
رابسة قاسية (الاسم العلمي:Rhapis robusta) هي نوع من النباتات تتبع جنس الرابسة من الفصيلة الفوفلية.